# Richie Dorman
Richie Dorman (Chester, 14 giugno 1988) è un ex calciatore gallese, di ruolo centrocampista.

## Carriera
Ha giocato nella massima serie dei campionati gallese e finlandese.